# Lina Vieira
Lina Maria Vieira (Belo Horizonte, 5 de dezembro de 1950) é uma advogada e funcionária pública brasileira radicada no Rio Grande do Norte, tendo sido duas vezes secretária da Fazenda daquele estado.
Foi também a primeira mulher a se tornar secretária da Receita Federal do Brasil, tomando posse no cargo em 31 de julho de 2008 e exonerada oficialmente em 17 de julho de 2009. Foi uma das que ficou menos tempo no cargo, tendo nele permanecido por apenas onze meses. Substituiu Jorge Rachid.

## Biografia

### Formação acadêmica
Funcionária de carreira desde 1976, é formada em Direito em 1974 pela Faculdade de Direito da Universidade Mackenzie, em São Paulo, e pós-graduada em direito tributário na Faculdade de Direito da Universidade Federal de Pernambuco.

### Saída da Receita Federal
A exoneração de Lina Vieira da receita após o episódio com a ministra Dilma Rousseff que segundo ela teria solicitado agilização atenuando investigação contra Sarney, foi polêmica. As alegações iniciais de que um dos motivos da demissão era a queda na arrecadação na receita, foram desmentidas pelo próprio ministro Guido Mantega, e os motivos de que a saída da secretária tenha relação com a multa aplicada por ela a Petrobras pois a estatal conseguira, por meio de um artifício fiscal, compensar mais de quatro bilhões de reais em impostos devidos em 2008 foi desmentido pelo próprio presidente Lula. A imprensa criticou a demissão visto que o motivo da sua demissão teria sido agir com retidão e os superintendentes da Receita ameaçaram sair em solidariedade a ela. Sua gestão na receita foi rígida com grandes empresas (com atuação inclusive dentro do próprio governo), o que causou um desgaste interno da sua imagem pública. Lula criticou a demissão de secretária pois foi precipitada em razão do vazamento da notícia antes da escolha do sucessor e causando novos protestos de servidores. Para o governo, Lina Vieira perdeu a Receita por incompetência. Para a oposição, foi jogo político. Já Lina, atribui sua queda a interesses contrariados no governo, no Congresso e nas empresas.

### Vida pessoal
É mãe do humorista e radialista Rodrigo Vieira Emerenciano, conhecido pela alcunha de Mução.